# Ici les aubes sont calmes...
Pour plus de détails, voir Fiche technique et Distribution.
Ici les aubes sont calmes... (А зори здесь тихие) est un film russe réalisé par Renat Davletiarov, sorti en 2015,.

## Fiche technique
- Photographie : Semion Yakovlev
- Musique : Roman Dormidochin
- Décors : Artiom Kouzmin, Alexandre Osipov
- Montage : Matveï Epantchintsev

## Distribution
- Piotr Fiodorov : Fedot Vaskov
- Anastasia Mikulchina : Rita Osianina
- Evgenia Malakhova : Jenia Komelkova
- Kristina Asmous : Galia Tchetvertak
- Agnia Kouznetsova : Sonia Gourvitch
- Sofya Lebedeva : Liza Britchkina
- Ekaterina Vilkova : sergent Kirianova
- Anatoli Bely : major Tchernov
- Darya Moroz : Maria
- Viktor Proskurin : Makarych, facteur
- Alexei Barabash : invité des Brichkine
- Maxim Drozd : major Loujyne
- Olga Lomonossova : mère de Galia Tchetvertak
- Natalia Batrak : mère de Rita Osianina
- Ilia Alekseev : lieutenant Osianine, mari de Rita
- Valeri Grichko : père de Liza Britchkina
- Evguenia Oulianova : mère de Liza Britchkina
- Sergeï Vidineev : père de Jenia Komelkova
- Ioulia Silaeva : mère de Jenia Komelkova
- Elena Medvedeva : mère de Sonia Gourvitch
- Ilia Ermolov : petit ami de Sonia Gourvitch
- Vassilissa Kucherenko : Galia Tchetvertak dans l’enfance
- Alesia Guzko : Liza Britchkina dans l’enfance
- Ioulia Polinskaia : femme habillée en blanc
- Nadejda Azorkina : Polina
- Evgueni Kostine : canonnier
- Archibald Archibaldovich : espion allemand
- Sergueï Garmach : voix du narrateur